# Henryk Zając (1933–2012)
Henryk Zając (ur. 1933, zm. w listopadzie 2012 w Pszczynie) – polski działacz partyjny i państwowy, inżynier, były naczelnik Pszczyny, w latach 1978–1981 wicewojewoda katowicki.

## Życiorys
Ukończył studia inżynierskie. Działacz Polskiej Zjednoczonej Partii Robotniczej. Na początku 70. pozostawał zastępcą naczelnika (wicestarostą) powiatu pszczyńskiego. W połowie lat 70. objął stanowisko naczelnika miasta Pszczyna, które zajmował do 1978. W tym okresie zajmował się m.in. budownictwem i rewitalizacją pszczyńskiej starówki. Następnie od 29 kwietnia 1978 do 28 lutego 1981 pełnił funkcję wicewojewody katowickiego.
Zmarł w wieku 79 lat w Pszczynie.